# 路安民
路安民（1939年9月—），男，陕西大荔人，中国植物分类学家，中国科学院植物研究所研究员、博士生导师。

## 生平
1939年9月生于陕西大荔。1962年毕业于西北大学生物系。1960年代至70年代编著《中国植物志》等丛书，后从事植物系统发育和进化研究。1983年赴丹麦哥本哈根大学合作研究，1985年回国。与李振宇主持“中国植物资源调查与评价”课题，为中国科学院“七五”重大科研项目。1987年至1990年担任中国科学院植物研究所所长。1988年担任中国科学院生物分类区系专家委员会主任。1988年至1993年，担任中国植物学会第十届理事会副理事长兼秘书长。1988年至2000年，任国家濒科委副主任。主要从事植物系统分类学研究，提出了植物类群在历史上的发生、发展和在地球上的起源、散布统一的原理。代表性论文有《毛合草属的胚胎学及其系统关系》《中国天仙子亚族的研究》《被子植物系统学的方法论》等。

## 出版物
- 路安民 (编). . 北京: 科学出版社. 1999. ISBN 7-03-006870-X.
- 吴征镒; 路安民; 汤彦承; 陈之端; 李德铢. . 北京: 科学出版社. 2004. ISBN 9787030114334.